# Апланд (Небраска)
Апланд (енгл. Upland) град је у америчкој савезној држави Небраска.

## Демографија
По попису из 2010. године број становника је 143, што је 36 (-20,1%) становника мање него 2000. године.
| Група             | 2000.       | 2010.       |
| Белци             | 172 (96,1%) | 141 (98,6%) |
| Афроамериканци    | 0 (0,0%)    | 0 (0,0%)    |
| Азијати           | 0 (0,0%)    | 0 (0,0%)    |
| Хиспаноамериканци | 4 (2,2%)    | 2 (1,4%)    |
| Укупно            | 179         | 143         |